# Тессера (жетон)
Тессера (лат. tessera) — у древних римлян название игральной кости, входного билета или жетона. Изготовлялись из слоновой кости, простой кости, мрамора, стекла, глины, камней простых и драгоценных и прочего. Ныне представляет ценность для нумизматических коллекций.
Словом «тессера» обозначалось и понятие устного символа — пароля во время войны.

## Игральные кости
Древнеримские тессеры имели вид современных игральных костей с цифрами на шести сторонах и отличались от так называемых бабок (tali) своей кубической формой.

## Знаки
Тессеры употреблялись также в качестве входных билетов или значков, в этом случае они имели либо кубическую, либо продолговатую форму:
- tesserae hospitales, с отпечатком головы Юпитера Гостеприимца, служили знаком заключённого между двумя лицами союза гостеприимства;
- tesserae frumentariae и numariae выдавались римскими магистратами беднейшим гражданам для получения из казны определённого количества хлеба или денег;
- театральные тессеры давали право входа в театр;
- агональные тессеры позволяли присутствовать на общественных играх;
- пиршественные тессеры (tesserae convivales) служили чем-то вроде лотерейных билетов;
- гладиаторские тессеры имели надписи на четырёх гранях: на одной обозначалось имя гладиатора (в именительном падеже), на другой имя его учителя (в родительном падеже), на третьей — буквы sp. (= spectatus, то есть с успехом участвовавший в нескольких представлениях, или spectavit, наблюдатель или старший) с датой месяца и дня, и на четвёртой — имена консулов.

Вообще тессеры употреблялись в качестве символических знаков; так, например, когда римляне отправили послов в Карфаген с предложением на выбор войны или мира, они послали две тессеры: на одной был сделан рисунок копья, на другой — рисунок жезла (caduceus).